# Campuranom
Campuranom is een bestuurslaag in het regentschap Temanggung van de provincie Midden-Java, Indonesië. Campuranom telt 1429 inwoners (volkstelling 2010).